# Tuonela

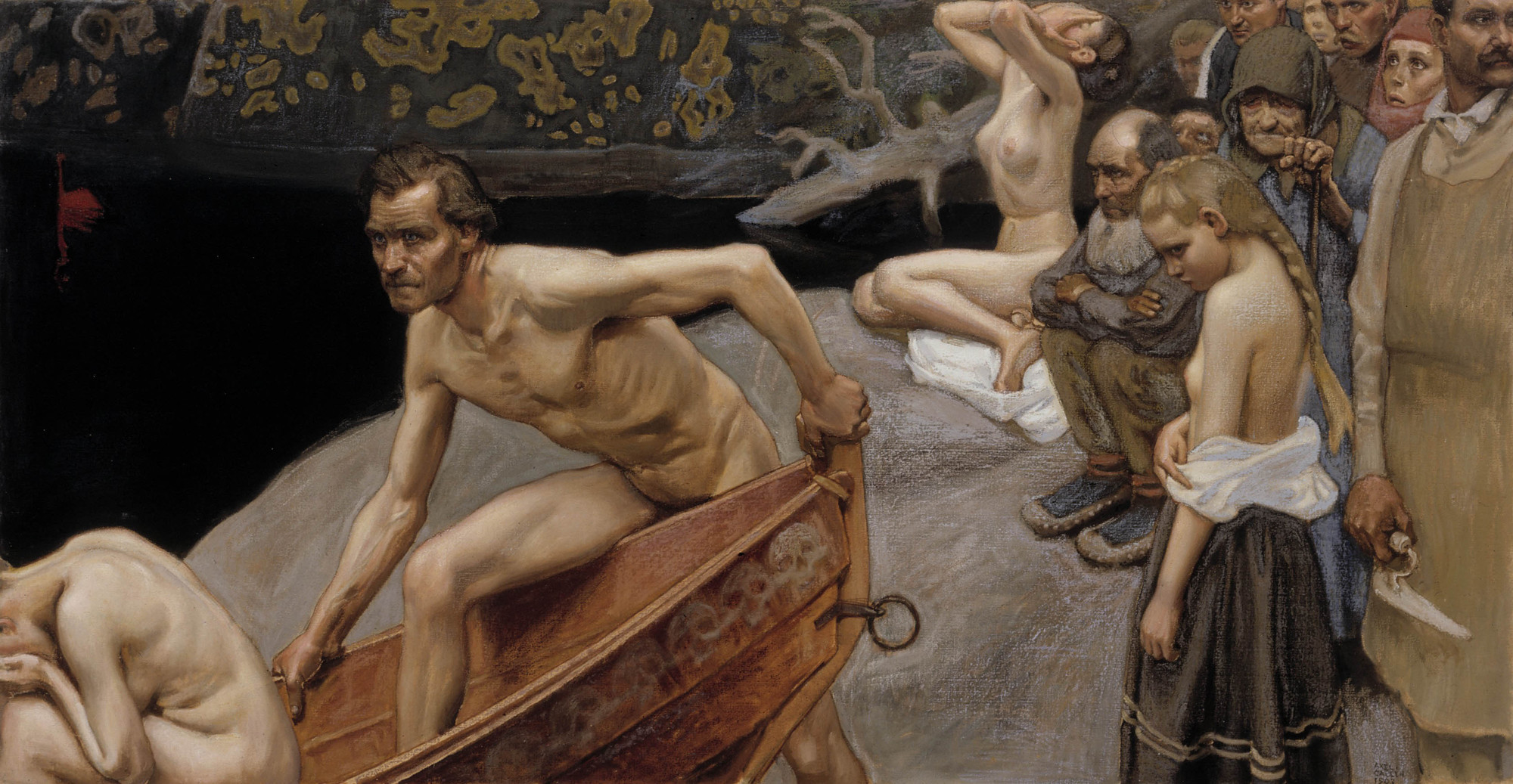
Tuonelan joella, "Przez rzekę Tuoni" - obraz Akseli Gallen-Kallela

Tuonela ("świat Tuoni", inaczej Manala – z fiń. maan-ala "pod ziemią") – według mitologii fińskiej (Kalevala) odpowiednik  Hadesu (mitologia grecka), miejsce spoczynku po śmierci zarządzane przez Tuoni i Tuonetar przy pomocy Kalmy oraz grupy duszków, niewidzialnych córek: Lovitar, Kipu-Tyttö, Kivutar i Vammatar. Podczas podróży umarły spotyka dziewczynę Tytti Tuonen, która przenosi go przez rzekę (podobnie jak Charon w mitologii greckiej). W rozległych podziemiach Tuoneli strzeże rzeka patrolowana przez Surmę.
Tuonela jest czasami utożsamiana z Pohjolą.